# ミサワホーム東海
ミサワホーム東海株式会社（ミサワホームとうかい、英: MISAWA HOMES TOKAI CO., LTD.）は、かつて愛知県名古屋市中区に本社を置いていたハウスメーカーである。

## 概要
1969年（昭和44年）3月17日に設立。2003年（平成15年）8月1日には、ミサワホーム東海、ミサワホーム、ミサワ東洋、東京ミサワホームの4社で共同持株会社ミサワホームホールディングス（現・ミサワホーム）を設立し同社の傘下となった。
2016年（平成28年）4月1日には親会社のミサワホームに吸収合併された。

## 沿革
- 1969年（昭和44年）3月17日 - 「愛知ミサワホーム株式会社」として設立。
- 1997年（平成9年）5月 - 「ミサワホーム東海株式会社」に商号を変更。
- 1999年（平成11年）3月18日 - 名古屋証券取引所市場第二部に株式を上場。
- 2003年（平成15年）7月28日 - ミサワホームホールディングス株式会社（現・ミサワホーム株式会社）に株式移転のため上場廃止。
- 2003年（平成15年）8月1日 - 共同持株会社のミサワホームホールディングス株式会社を設立し同社の傘下となる。その後、ミサワホームホールディングスはミサワホームに商号を変更。
- 2009年（平成21年）4月1日 - 子会社のミサワ東海建設株式会社を存続会社とし、同じく子会社のミサワホームイング東海株式会社を合併。同時にミサワホームイング東海株式会社に商号を変更。
- 2010年（平成22年）7月3日 - 本社を名古屋市千種区から名古屋市中区新栄の新社屋に移転。
- 2016年（平成28年）4月1日 - 親会社のミサワホーム株式会社に吸収合併される。

## 事業所
- 本社・愛知支店名古屋営業部（愛知県名古屋市千種区）
- 日進梅森展示場 （愛知県日進市）
- 愛知支店三河営業部（愛知県岡崎市）
- 三重支店（三重県津市）
- 岐阜営業部（岐阜県岐阜市）
- 県庁前営業所（岐阜県岐阜市）
- 各務原営業所（岐阜県各務原市）
- 四日市営業所（三重県四日市市）
- 鈴鹿営業所（三重県鈴鹿市）
- 津営業所（三重県津市）
- など...

中でも一宮営業所は全国のミサワホームの展示場の中でも最大級の集客数がある。

## 関連会社
- ミサワホーム株式会社
- ミサワホームイング東海株式会社